# Palor
Cet article concerne la langue palor. Pour le peuple palor, voir Palor (peuple).
Le palor (ou  Sili  ou  Sili-Sili , le nom qu'ils donnent à leur langue,,,) est une langue parlée au Sénégal. Les locuteurs de cette langue sont appelés Palor (ou « Waro », le nom qu'ils donnent à eux-mêmes). « Sili » signifie « sérère » en palor,,. Ils font partie du groupe ethnique sérère.
De même que le léhar, le saafi, le noon et le ndut, elle fait partie des langues cangin, rattachées à la branche du nord des langues atlantiques, elles-mêmes sous-catégorie des langues nigéro-congolaises. Les locuteurs de ces langues cangin sont également ethniquement sérères.

## Autres noms
Sili, Sili-Sili,,, Falor, Palar, Paloor 

## Population
En 2002, le nombre de locuteurs s'élevait à 9 680.
On les rencontre surtout dans le centre-ouest du pays, à l'ouest et au sud-ouest de Thiès.

## Description
La langue avec laquelle le palor présente les plus fortes similitudes est le ndut.

## Écriture
| Majuscules | A | B | Ɓ | C  | D | Ɗ | E | F | G | H | I | J | K | L | M |
| Minuscules | a | b | ɓ | c  | d | ɗ | e | f | g | h | i | j | k | l | m |
| Majuscules | N | Ñ | Ŋ | NG | O | P | R | S | T | U | W | Y | Ƴ | Ɂ |   |
| Minuscules | n | ñ | ŋ | ng | o | p | r | s | t | u | w | y | ƴ | ' |   |